# Elviña

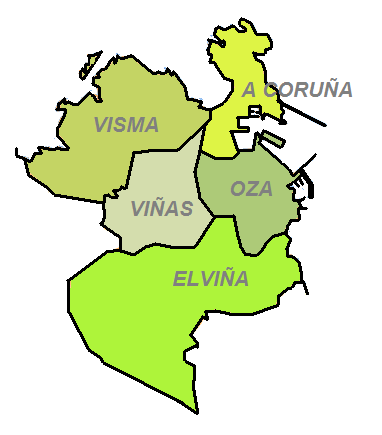
La parròquia d'Elviña es troba al sud del terme municipal de la Corunya.

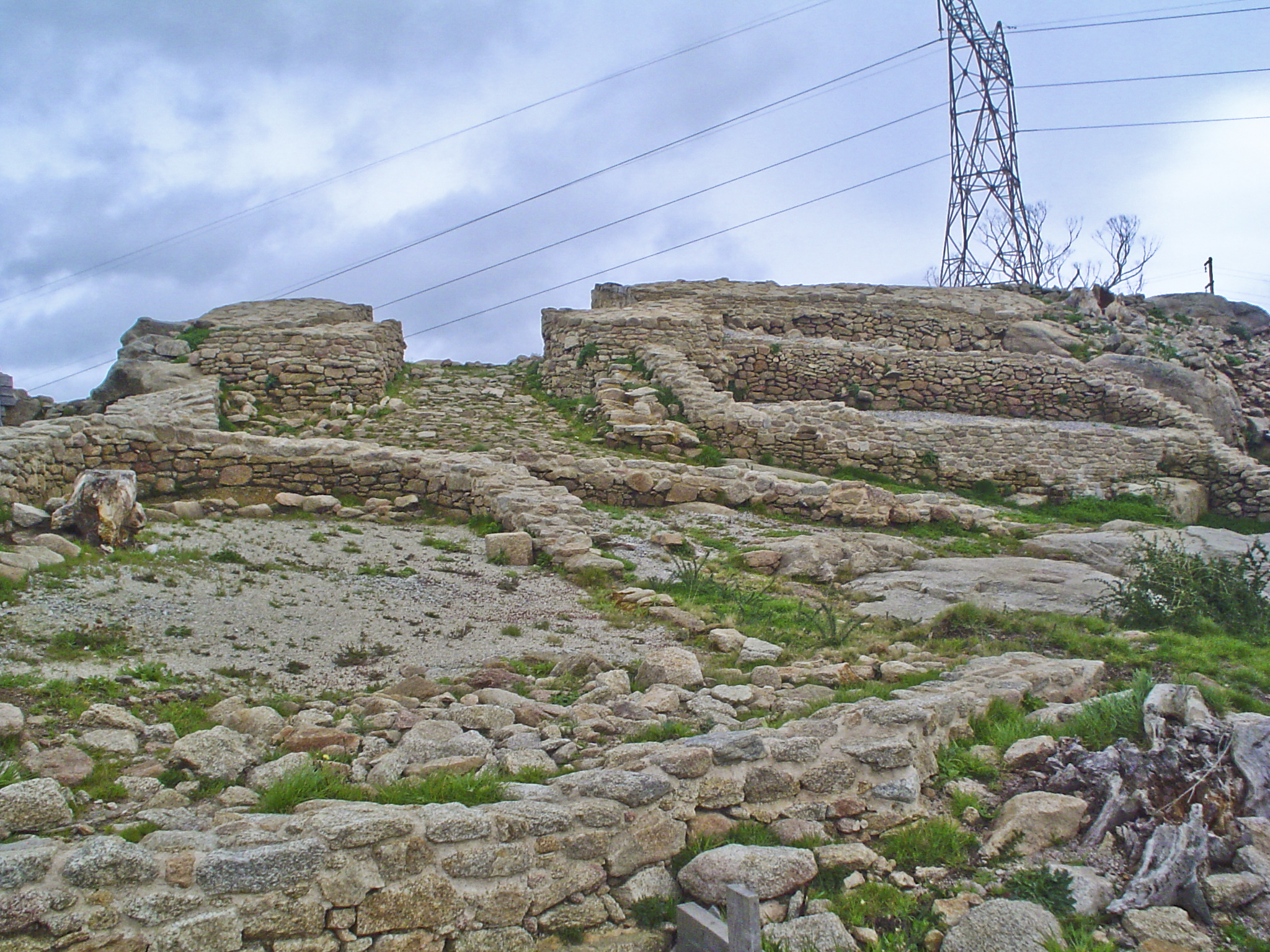
Castro d'Elviña

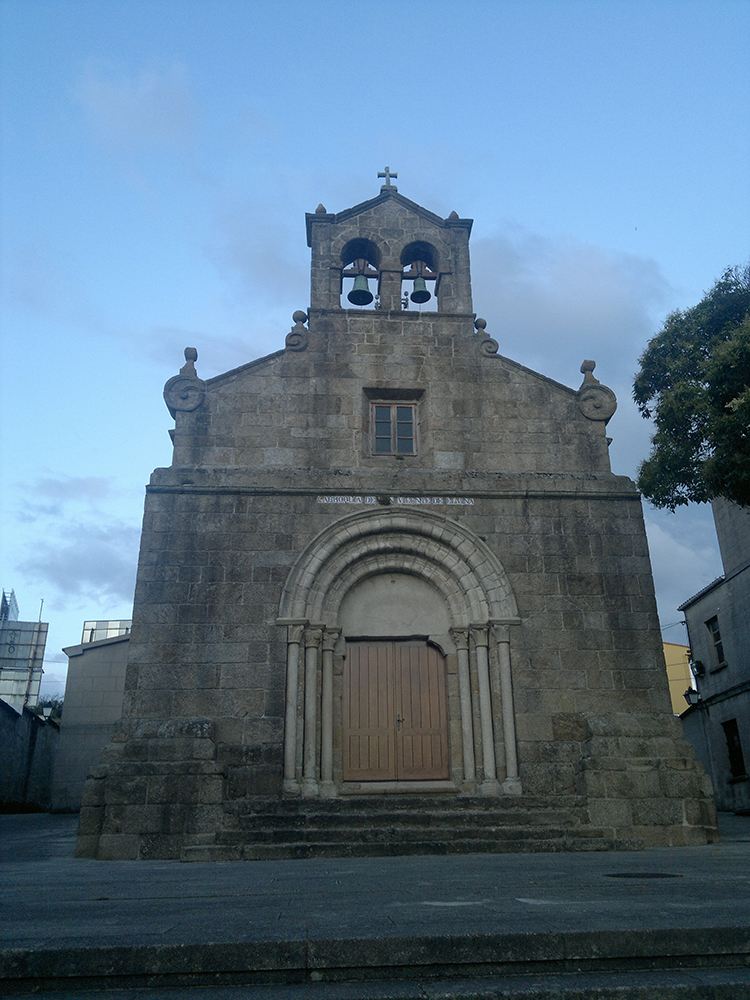
Església de San Vicenzo de Elviña.

San Vicenzo de Elviña és una de les cinc parròquies que formen el municipi de la Corunya, a Galícia. Es troba al sud del terme municipal i va pertànyer al municipi d'Oza fins al 1912, any en què aquest és annexionat al de la Corunya.

## Història
A la parròquia es troben les restes del castro d'Elviña, que data del segle iii aC i va ser descobert el 1947. A més, a la parròquia hi va tenir lloc la batalla d'Elviña el 1809, en el context de la Guerra del Francès.
Després de l'aprovació de la Constitució espanyola de 1812 i la creació dels ajuntaments constitucionals, la parròquia de San Vicenzo de Elviña es va integrar al municipi d'Oza juntament amb les parròquies de San Cristovo das Viñas, San Pedro de Visma i Santa María de Oza. El 1912, el municipi de la Corunya va annexionar el municipi d'Oza i Elviña va passar a ser una de les cinc parròquies de la Corunya.
El 1989 es va crear la Universitat de la Corunya i es van construir a la parròquia els campus d'Elviña i A Zapateira.

## Demografia
L'any 2014 tenia 15.255 habitants repartits entre 20 entitats de població: Aguaceiros, Carracedo, O Castro de Elviña, Elviña, O Escorial, Feáns, A Felga, Fontaíña, O Lagar, Mesoiro, Palavea, Pasaxe ao Burgo, Pedralonga, Pedro Fernández, Penarredonda, Río de Quintas, Santa Xema, O Souto, Vío i A Zapateira.

## Llocs d'interès
- Castro d'Elviña